# 정경윤
정경윤은 약사이자 대한민국의 웹 소설 작가다.

## 출간 작품
하기 작품을 출간 하였다.
- 천사에게 고하는 안녕
- 붉은 종달새
- 늑대와 신포도
- 김 비서가 왜 그럴까
- 폴라리스
- 내 나무
- 히로인의 사정
- 일상생활, 가능하세요?
- 지나가는 비, 낮에 나온 달
- 크리스마스의 남자 외 다수

작가의 집필작 중 대표작인 《김 비서가 왜 그럴까 (2013)》는 웹툰과 드라마로도 제작이 되었다.

## 협업
- 다시 그리는 시간 (모바일 게임) - 각본을 윤색하는 작업. (한국 서버 한정)[1]

1. ↑  #기사 출처 - 2021.07.02